# John F. Carew

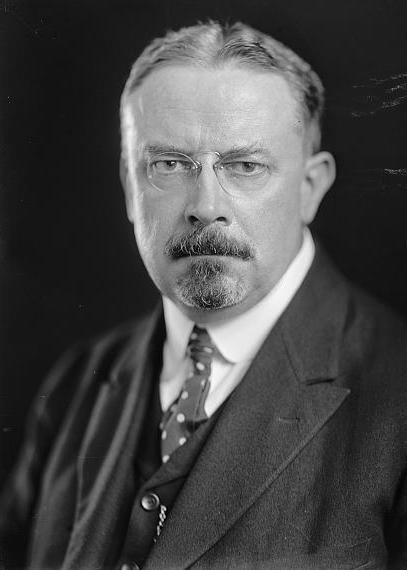
John F. Carew

John Francis Carew (* 16. April 1873 in Williamsburg, New York; † 10. April 1951 in Rockville Centre, New York) war ein US-amerikanischer Jurist und Politiker. Zwischen 1913 und 1929 vertrat er den Bundesstaat New York im US-Repräsentantenhaus. Der Kongressabgeordnete Thomas F. Magner war sein Onkel.

## Werdegang
John Francis Carew wurde ungefähr acht Jahre nach dem Ende des Bürgerkrieges in Williamsburg geboren. Er besuchte öffentliche Schulen in der damals noch eigenständigen Stadt Brooklyn und New York City. Danach ging er auf das College of the City of New York (heute New York University). Er graduierte 1893 am Columbia College (heute Columbia University) und 1896 an der Columbia University Law School. Seine Zulassung als Anwalt erhielt er 1897 und begann dann in New York City zu praktizieren. Er saß 1904 in der New York State Assembly. Politisch gehörte er der Demokratischen Partei an. Als Delegierter nahm er an allen Democratic State Conventions sowie Democratic National Conventions von 1912 bis 1924 teil.
Bei den Kongresswahlen des Jahres 1912 für den 63. Kongress wurde Carew im 17. Wahlbezirk von New York in das US-Repräsentantenhaus in Washington, D.C. gewählt, wo er am 4. März 1913 die Nachfolge von Henry George junior antrat. Er wurde zwei Mal in Folge wiedergewählt. Im Jahr 1918 kandidierte er im 18. Wahlbezirk von New York für den 66. Kongress. Nach einer erfolgreichen Wahl trat er am 4. März 1919 die Nachfolge von George B. Francis an. Er wurde fünf Mal in Folge wiedergewählt. Am 28. Dezember 1929 trat er wegen einer Ernennung zum Richter am New York Supreme Court von seinem Sitz im Kongress zurück.
Im November 1930 wählte man ihn für eine 14 Jahre lange Amtszeit zum Richter am New York Supreme Court, allerdings bekleidete er den Posten nur bis zum 31. Dezember 1943, als er die Altersbegrenzung erreichte. Danach war er dort als Official Referee tätig. Am 10. April 1951 verstarb er in Rockville Centre und wurde dann auf dem Calvary Cemetery im Queens County beigesetzt.